# Most Dolny w Prudniku
Most Dolny w Prudniku – most drogowy w Prudniku w ciągu ul. Batorego (droga krajowa nr 40), stanowiący przeprawę nad rzeką Prudnik. Łączy centrum miasta z Dolnym Przedmieściem. Jeden z najstarszych obiektów tego typu na Śląsku. Wpisany do gminnej ewidencji zabytków.

## Historia
Pierwszy most nad rzeką Prudnik w tym miejscu powstał w średniowieczu, łącząc miasto Prudnik z traktem handlowym z Wrocławia do Ołomuńca przez Nysę i Opawę, który przebiegał po wschodniej stronie rzeki. Za mostem znajdowało się skrzyżowanie dróg do sąsiednich miejscowości. Most znajdował się na Dolnym Przedmieściu, w języku niemieckim nosił nazwę Niederbrücke (dolny most).
Z inicjatywy burmistrza Augustina Sturma wzniesiono nowy most w 1702. Na moście stały figury świętych Franciszka Ksawerego i Jana Nepomucena, które w XIX wieku przeniesiono na cmentarz komunalny. Konstrukcja została wzmocniona lub wyremontowana w 1810. Trzy lata później, w 1813 w most wmurowano kamienną płytę, którą oznaczono wysoki poziom wody, który odnotowano w tym roku.

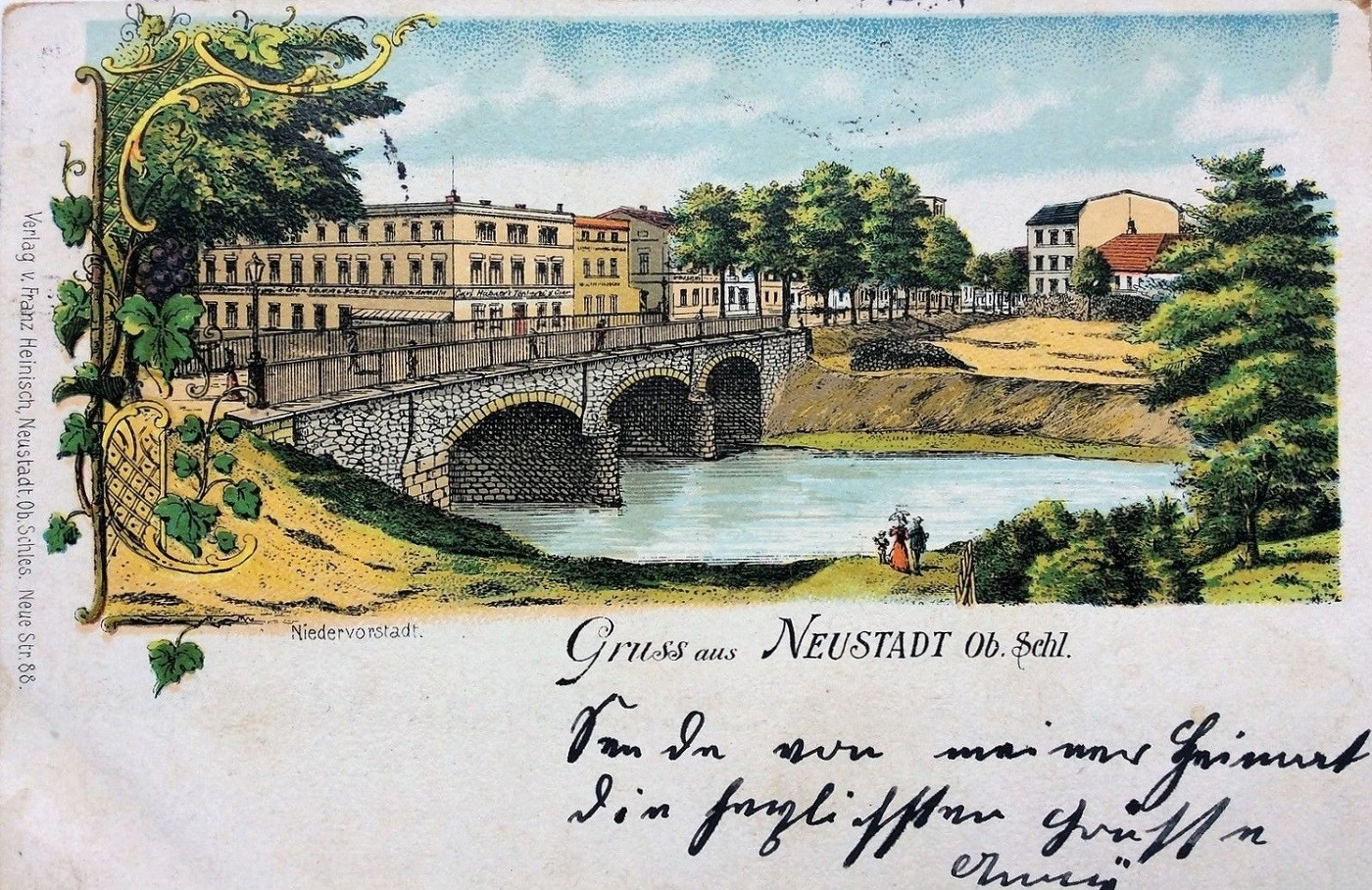
Most Dolny na pocztówce z 1900

W 1842 podjęto decyzję o budownie nowego mostu na Dolnym Przedmieściu, ponieważ (według Augustina Weltzla) most z 1702 był zbyt wąski i „bydło pociągowe, które się na nim spotkało, spychało się na bok i nierzadko przez balustradę spadało w dół”. Prace budowlane rozpoczęto 19 lipca 1854. W sierpniu tego samego roku doszło w mieście do powodzi, podczas której woda zalała okolice budowy.

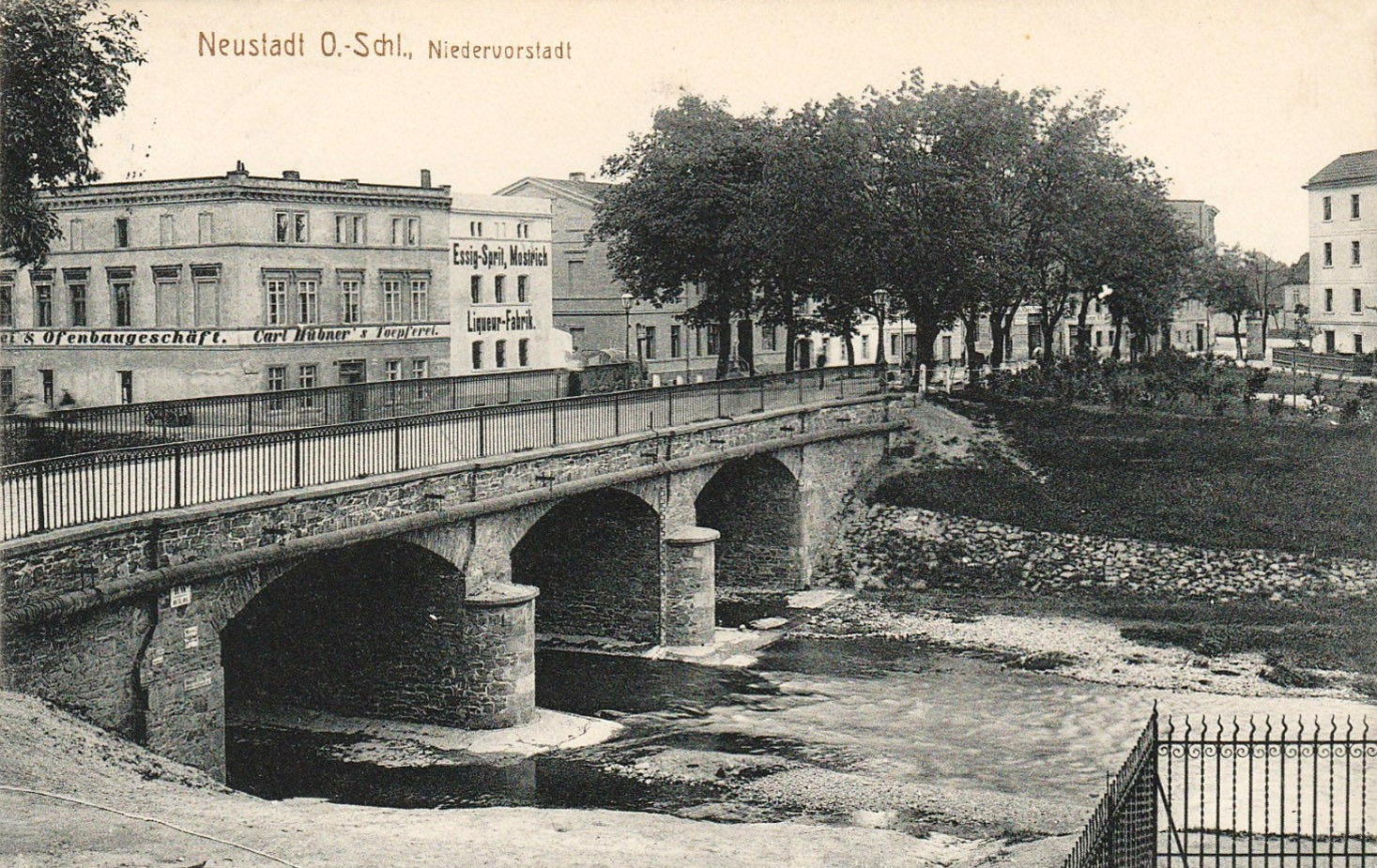
Most Dolny na początku XX wieku

15 września 1854 położono kamień węgielny, a na jednym z filarów umieszczono płytę z datą 1854, która wskazywała poziom wody odnotowany podczas powodzi w tymże roku. Prace pod nadzorem Paula Müllera prowadził mistrz murarski Leopold Schweitzer. Nowy most powstał „kilka kroków” na południe od starego, w dół biegu rzeki. Został oddany do użytku 20 listopada 1854. Rok później, w 1855, został uzupełniony o balustradę. Według Jana Piotra Chrząszcza, podczas powodzi w lipcu 1903 wspólna akcja mieszkańców miasta, straży pożarnej i żołnierzy prudnickiego garnizonu miała uratować most przed zniszczeniem.
Kolejne powodzie w 1934 i 1938 osłabiły konstrukcję mostu. Z tego powodu w 1939 poddano go gruntownemu remontowi. Wówczas Most Dolny został poszerzony. W próbie wypornościowej mostu wzięły udział czołgi miejscowego garnizonu. Podczas walk o Prudnik w marcu 1945 w okresie II wojny światowej, most był jednym z obiektów w mieście, których przed Armią Czerwoną broniły oddziały Volkssturmu.

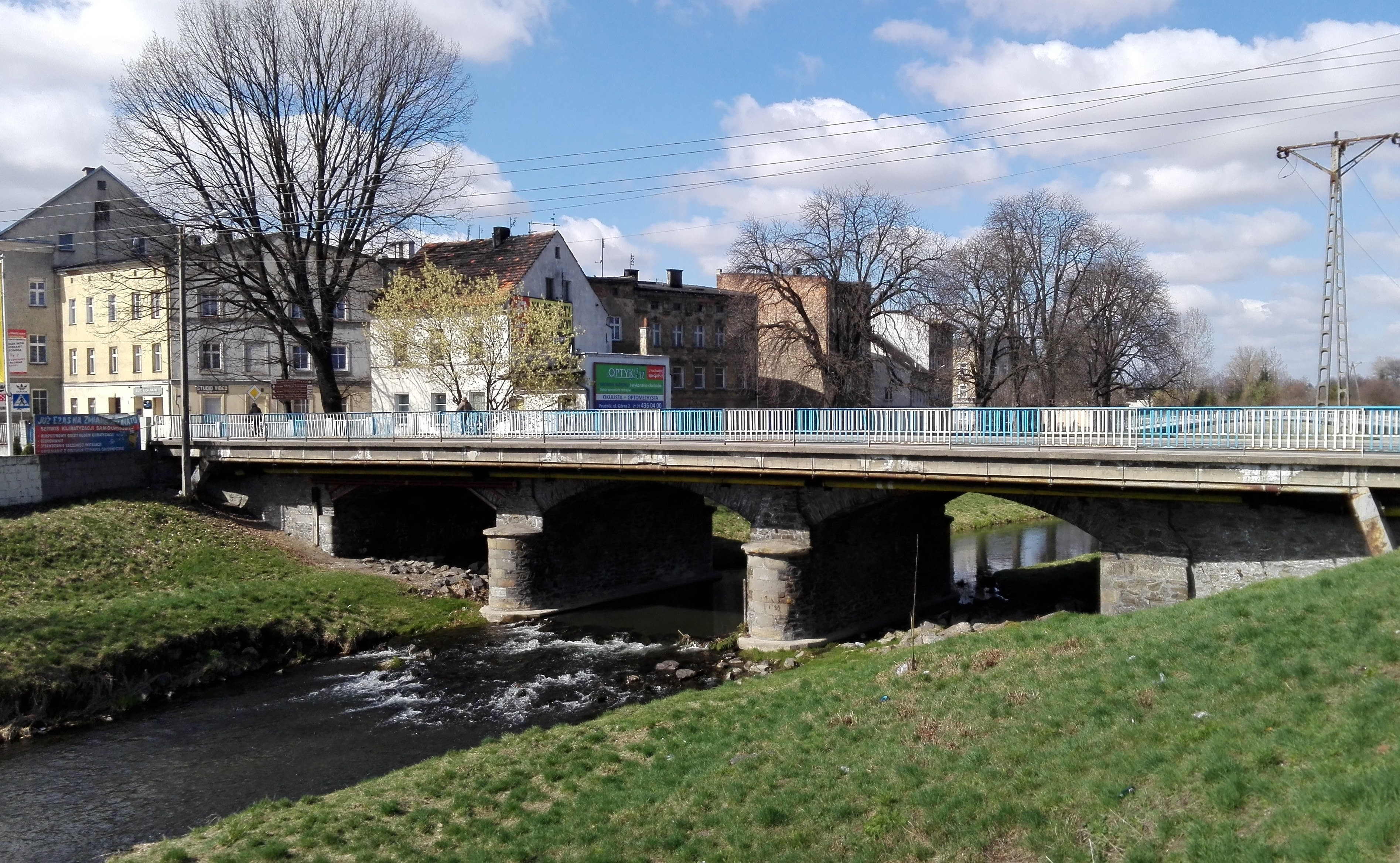
Most Dolny pozbawiony bocznych płaszczyzn (2017)

Po zakończeniu II wojny światowej i przejęciu Prudnika przez administrację polską, most został poszerzony o około 4 metry. Wygospodarowano wówczas miejsce na szersze chodniki. Zniszczono ekspozycję bocznych płaszczyzn mostu. Most nie ucierpiał podczas powodzi w 1977. Zaniedbanie zarośniętych brzegów oraz wąskie koryto rzeki Prudnik w pobliżu mostu przyczyniły się do szkód wywołanych przez powódź tysiąclecia w 1997.

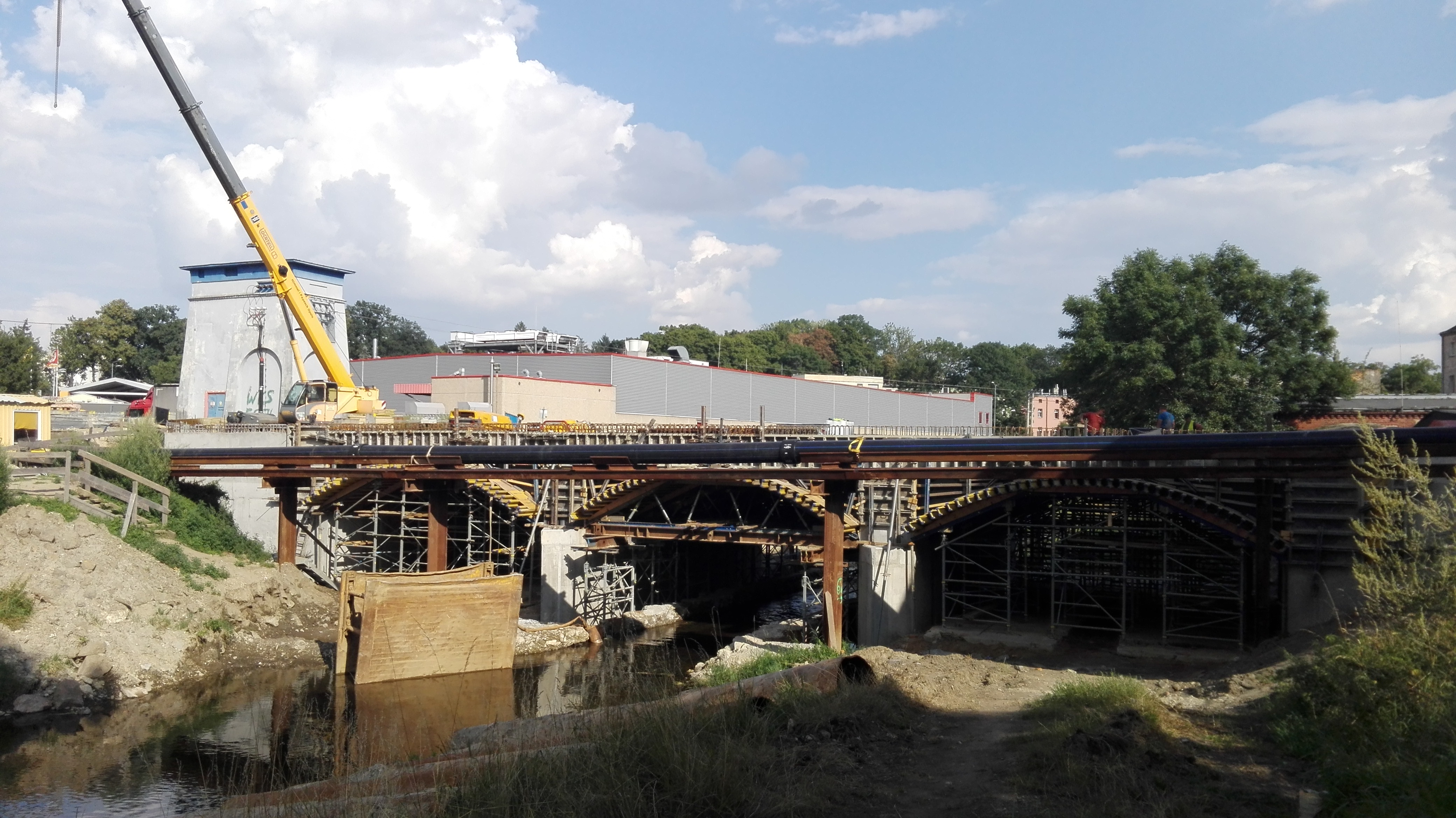
Przebudowa mostu (sierpień 2018)

Na podstawie dokumentacji projektowej mostu wykonanej na zlecenie Generalnej Dyrekcji Dróg Krajowych i Autostrad stwierdzono, że „długotrwała eksploatacja mostu przyczyniła się do uszkodzenia jego elementów konstrukcyjnych, pęknięć i przemieszczeń oraz bardzo zły stan budulca”. Podjęto decyzję o przebudowie mostu. W kwietniu 2018 most na Dolnym Przedmieściu został rozebrany. Budowa nowej przeprawy trwała do września tego samego roku. Na czas budowy, żołnierze 4 Batalionu Inżynieryjnego z Głogowa wznieśli most tymczasowy o konstrukcji typowej DMS-65 w obrębie ulic Kochanowskiego i Wańkowicza. Nowy, poszerzony Most Dolny, wzorowany na dotychczasowym, powstał z wykorzystaniem kamienia ze starego mostu. Został udostępniony dla ruchu 14 września 2018.

Przebudowa Mostu Dolnego w 2018
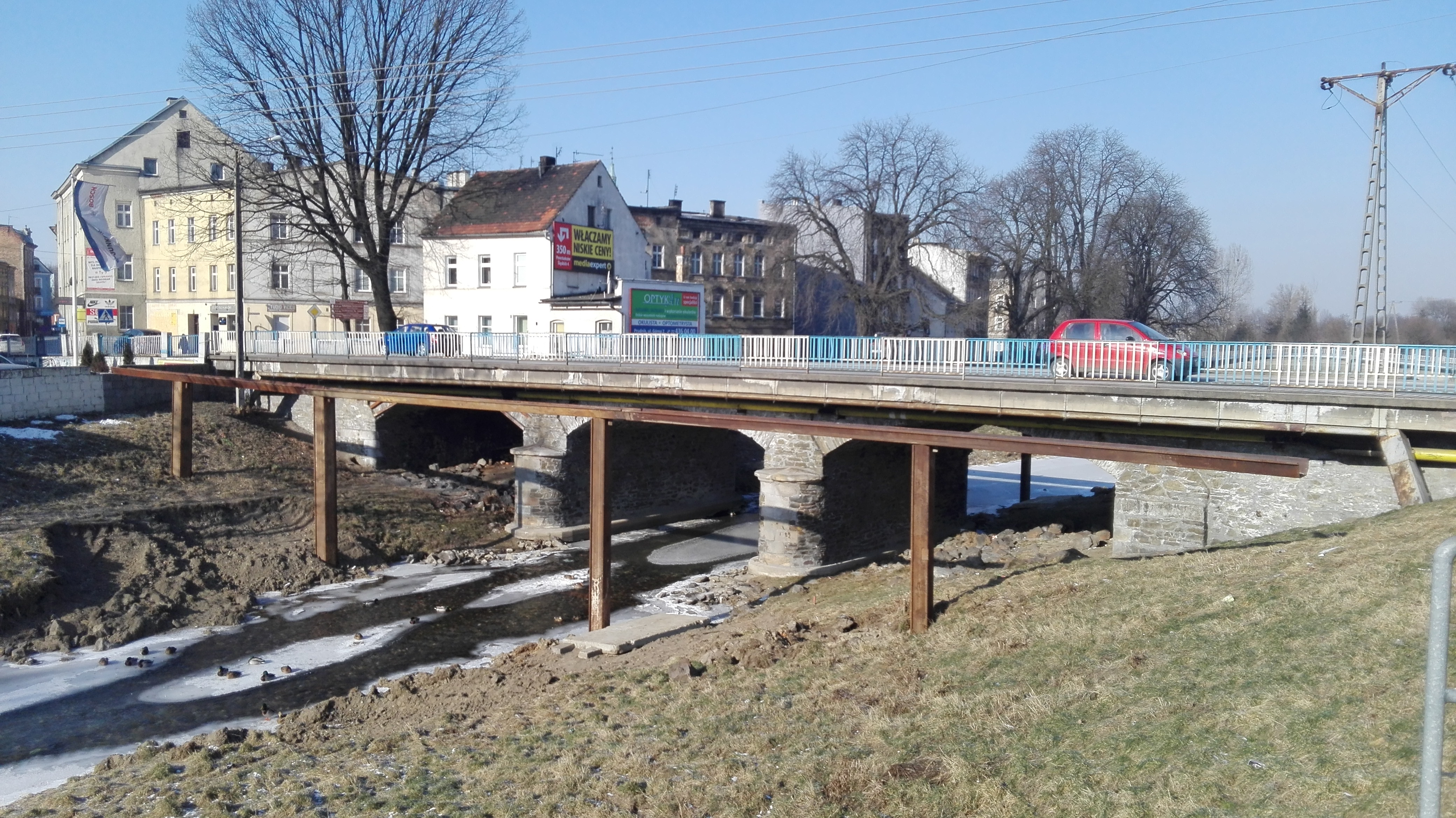
Przygotownie do rozbiórki (1 marca)
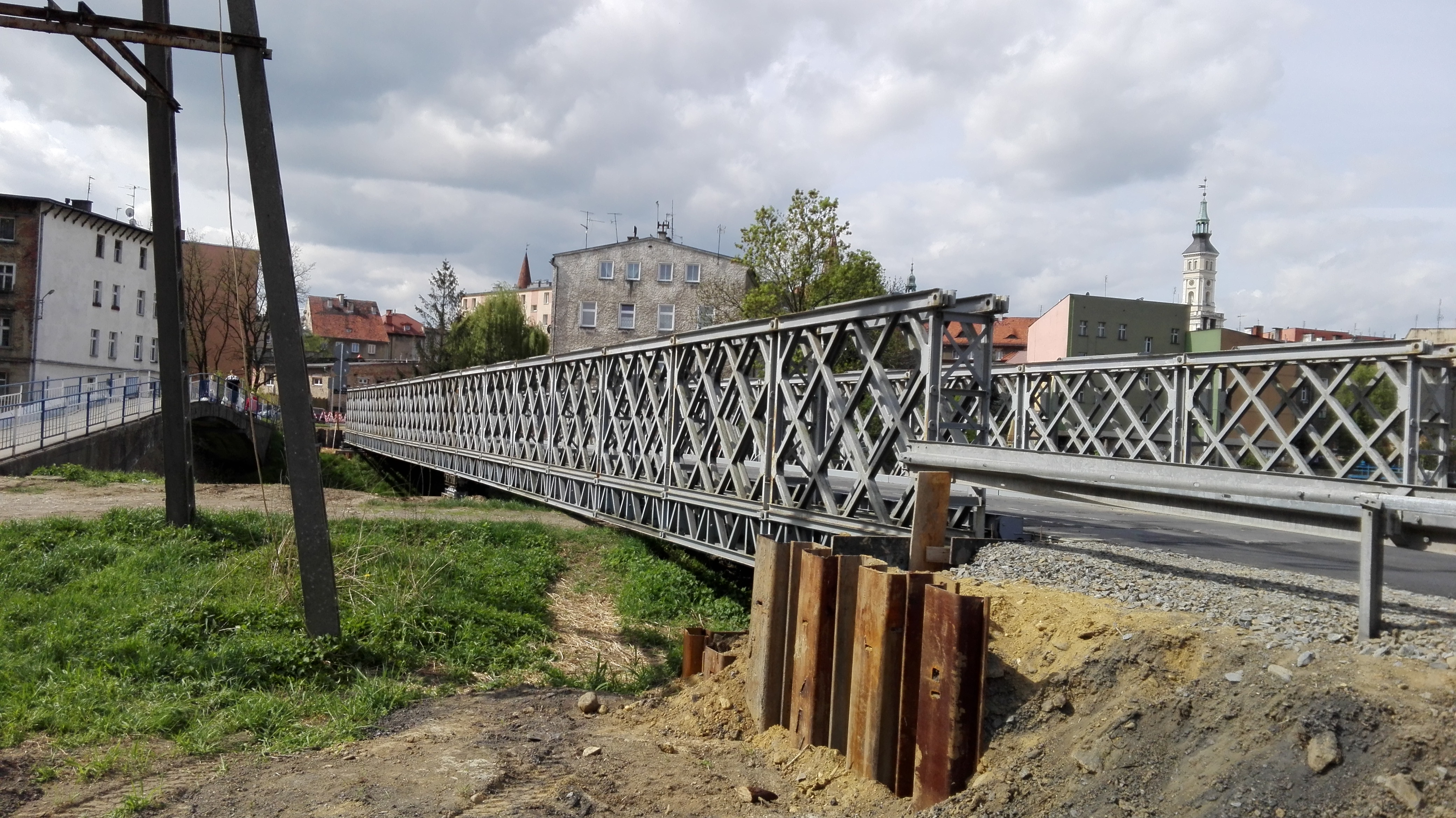
Most tymczasowy
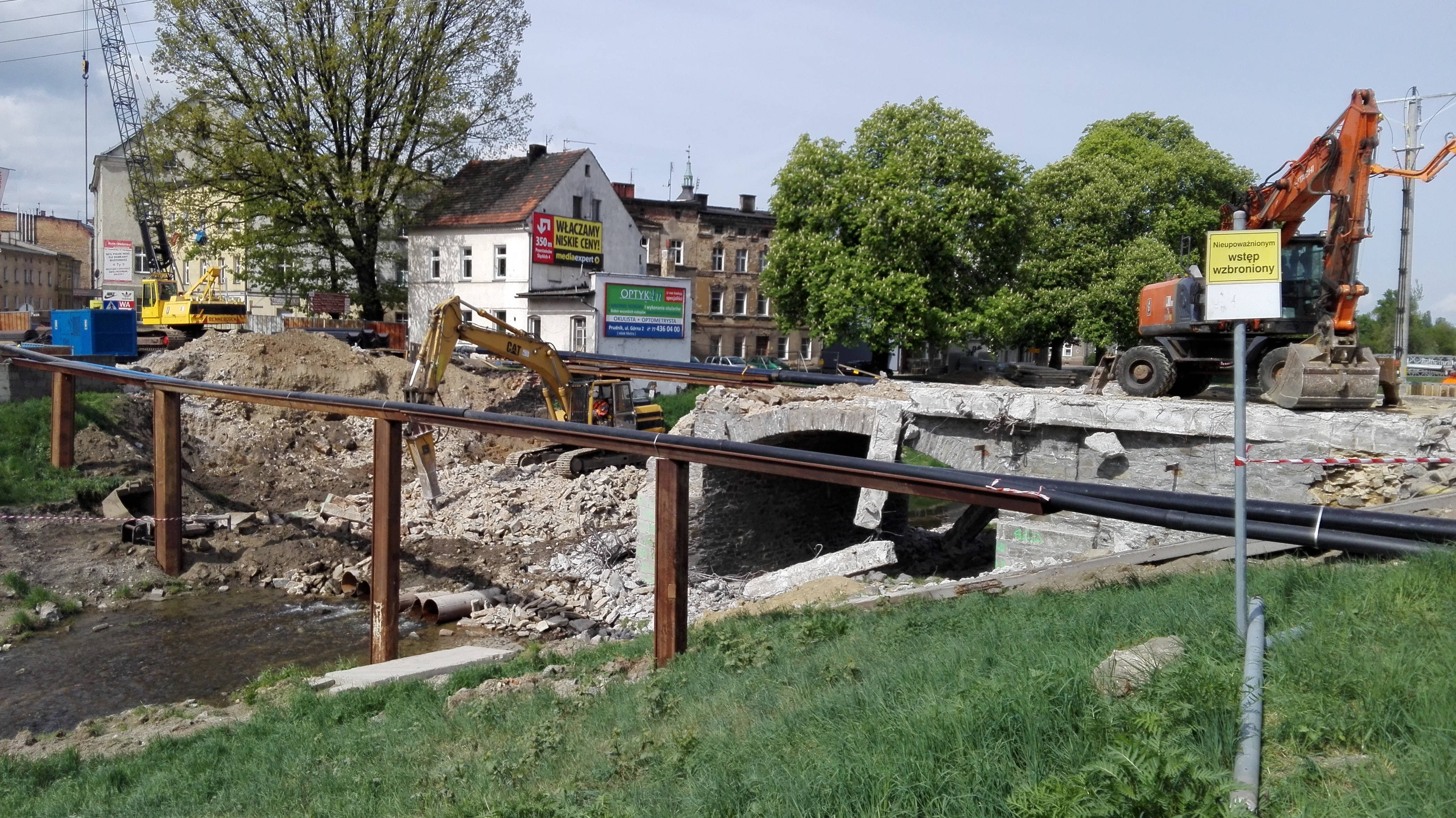
Wyburzanie (27 kwietnia)
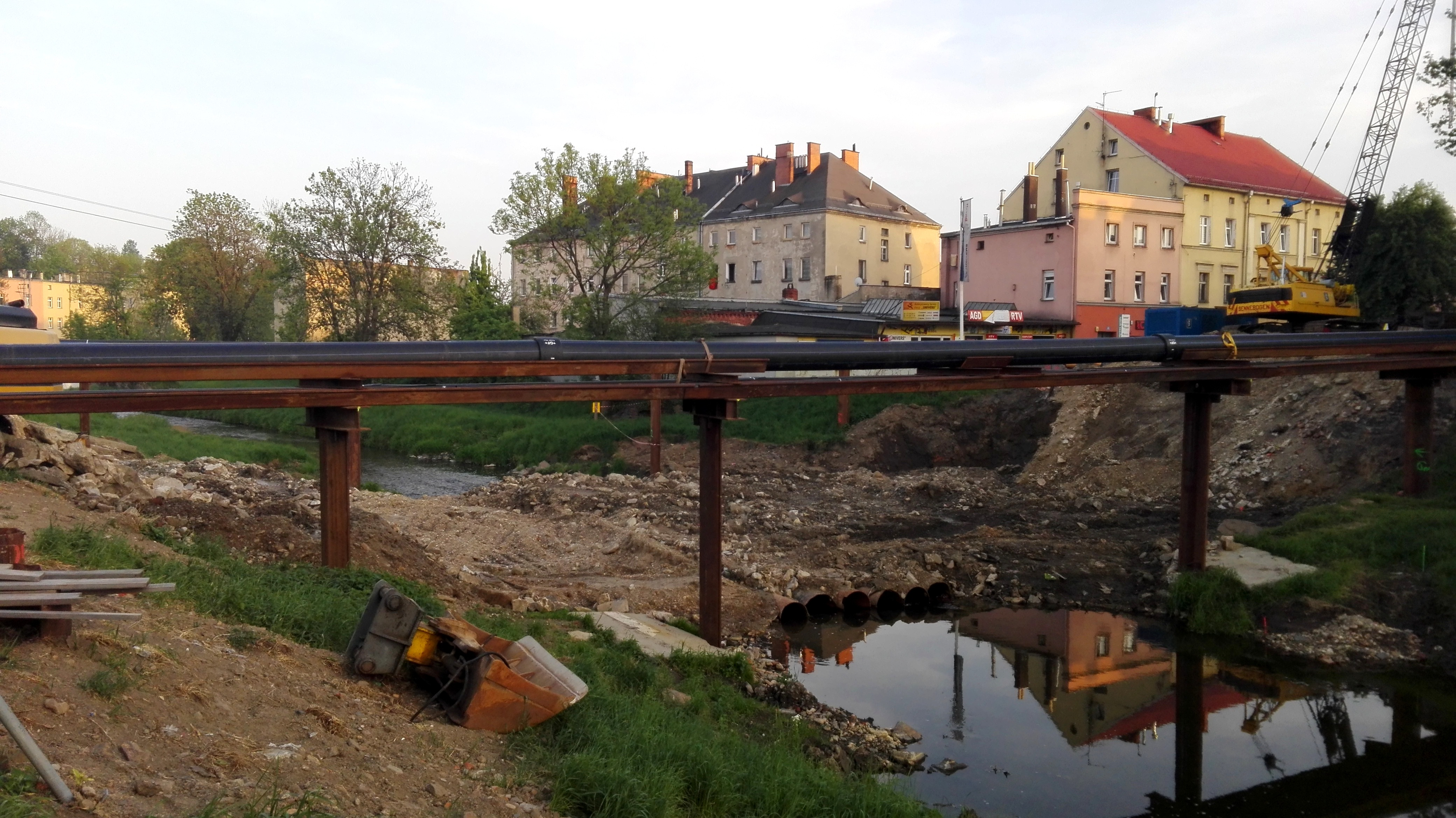
Miejsce po rozebranym moście (2 maja)
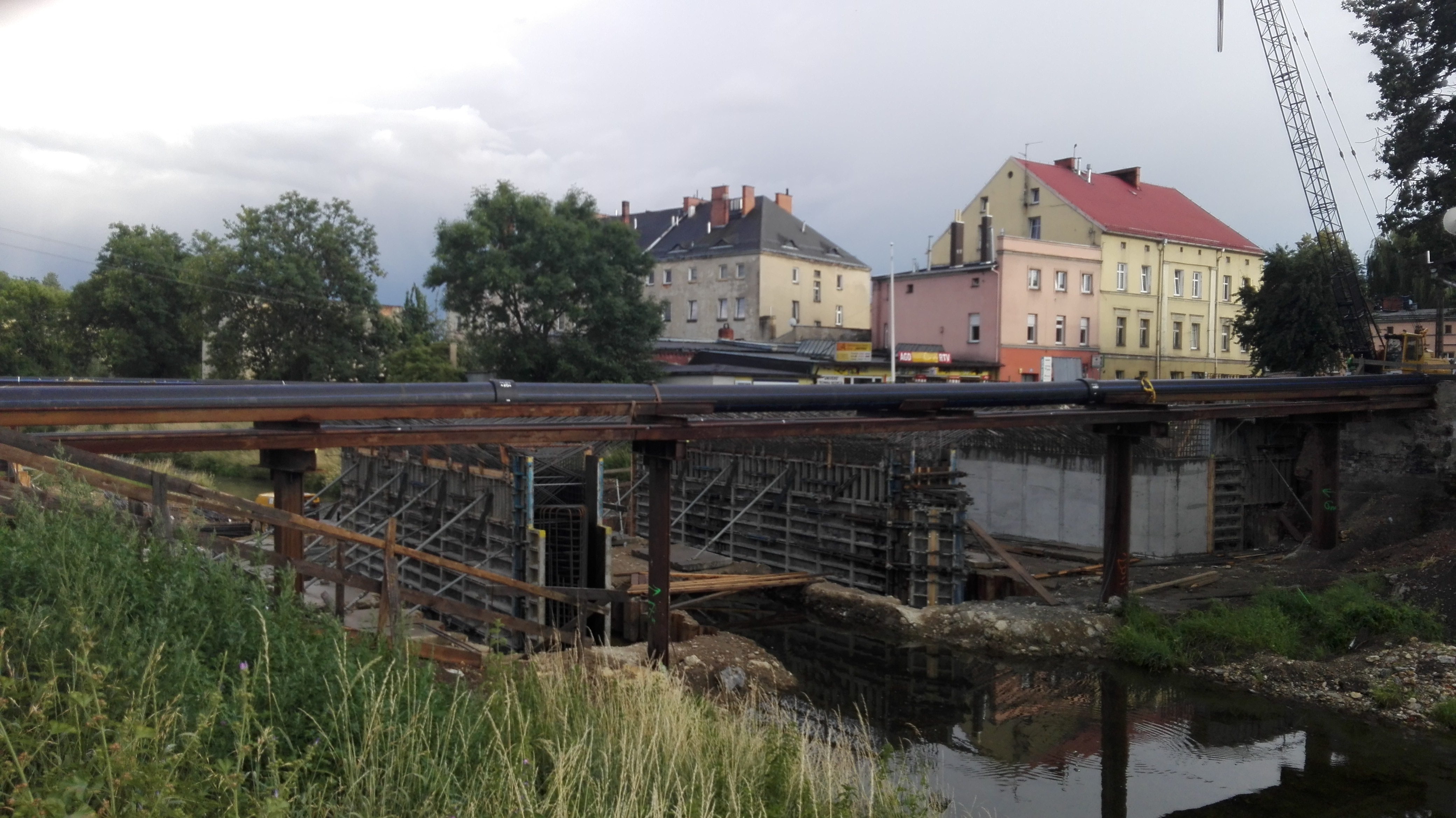
Początek odbudowy mostu (22 czerwca)
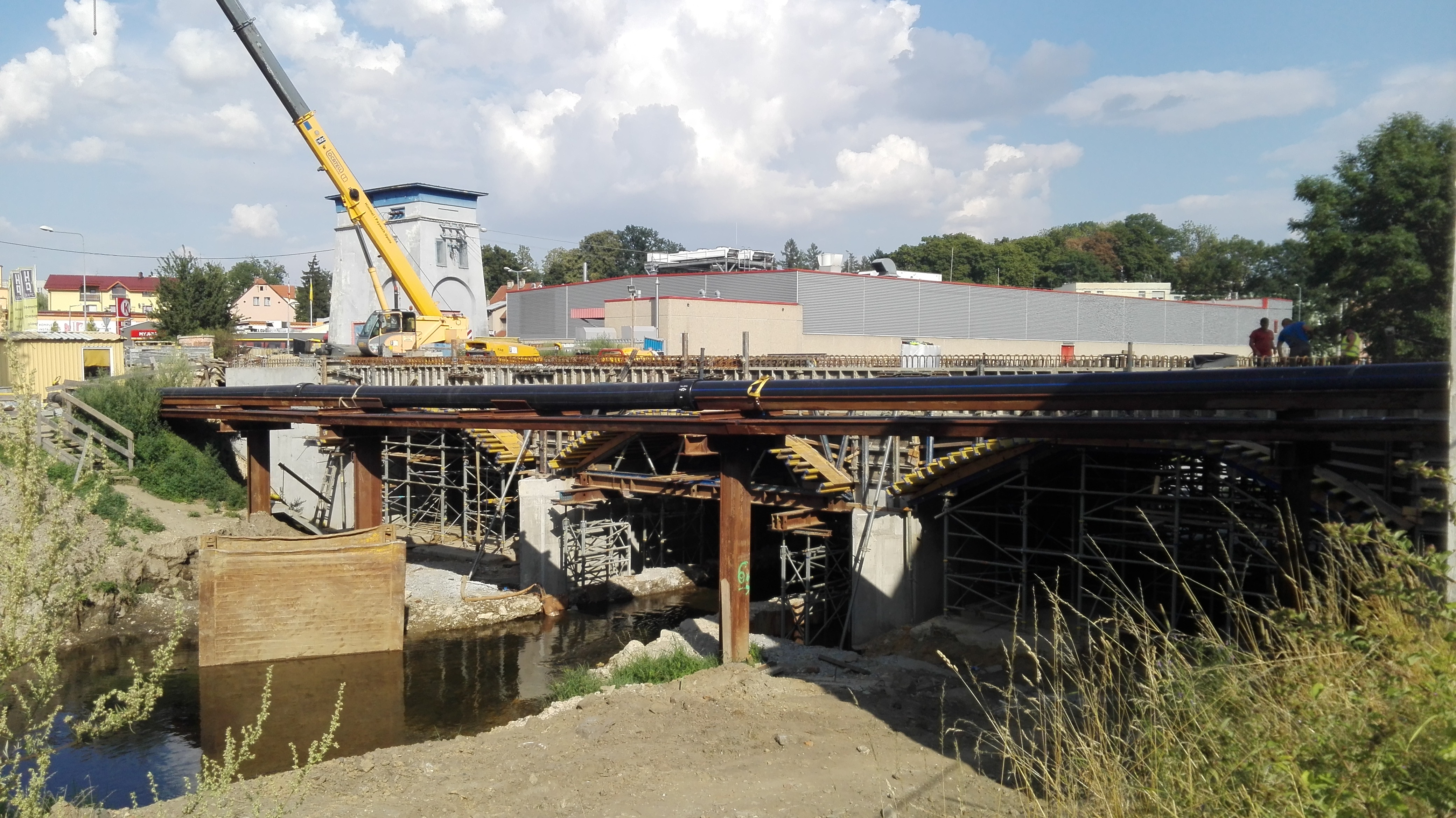
Budowa (1 sierpnia)
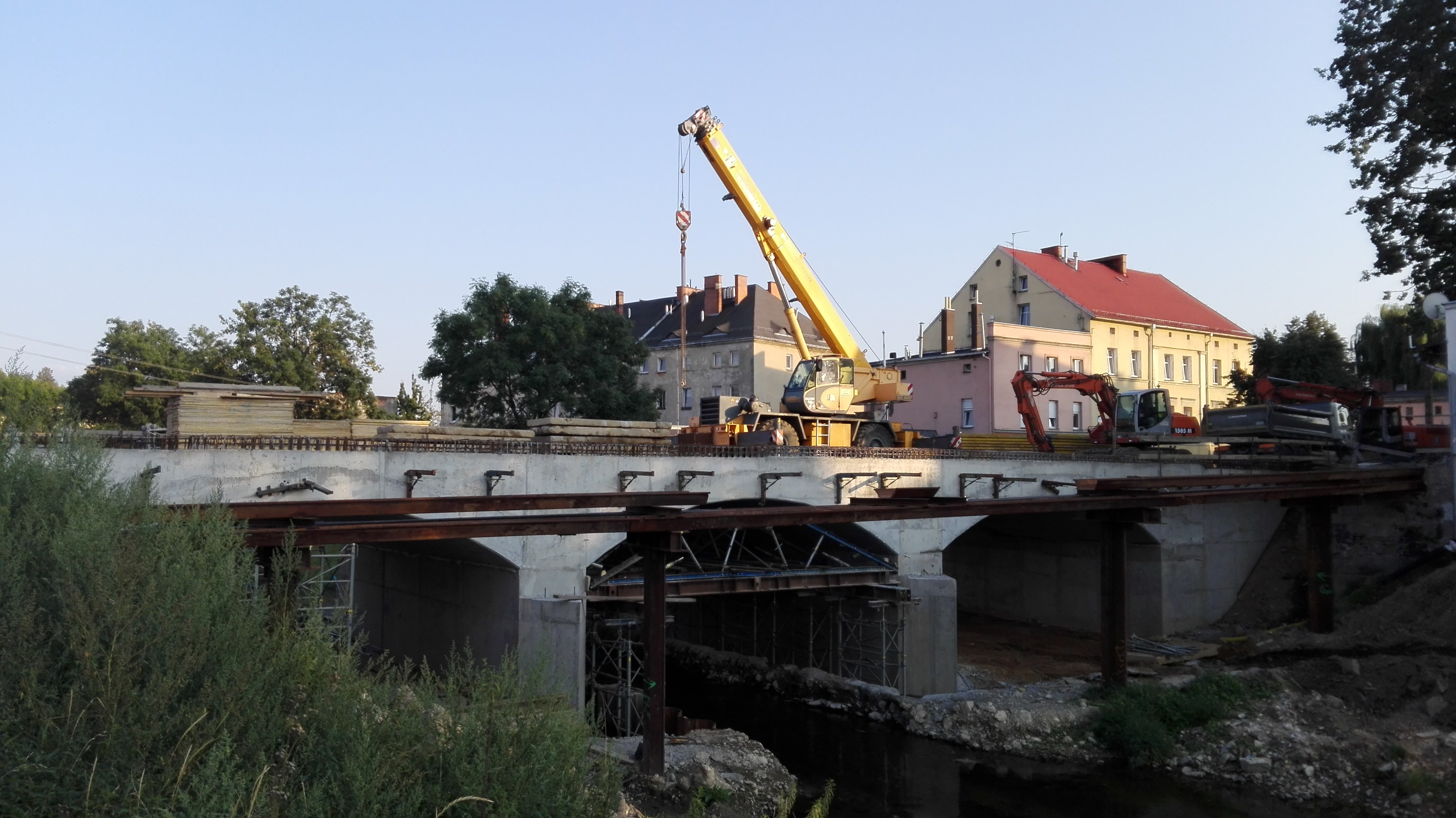
Budowa (16 sierpnia)
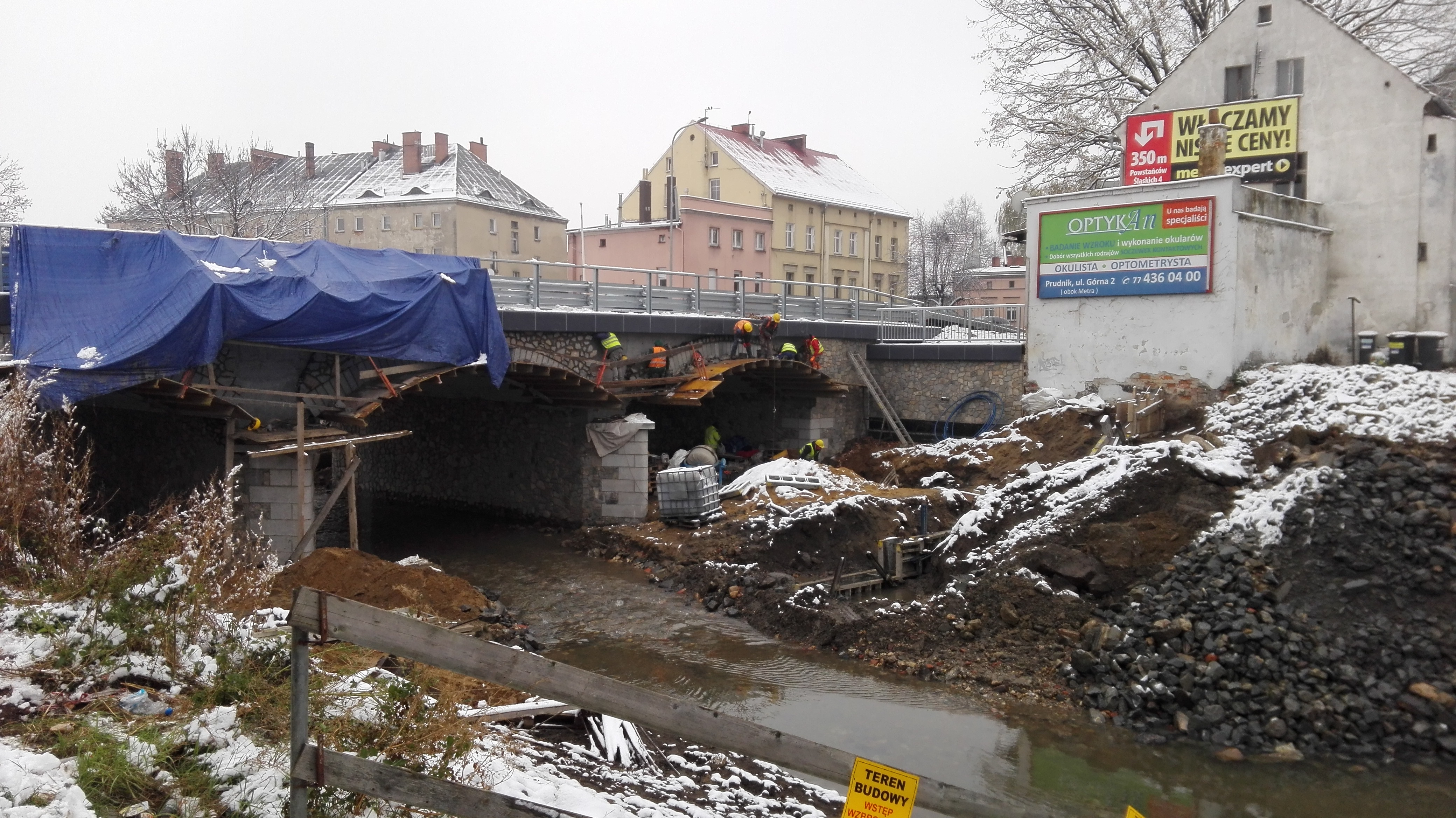
Prace wykończeniowe (21 listopada)

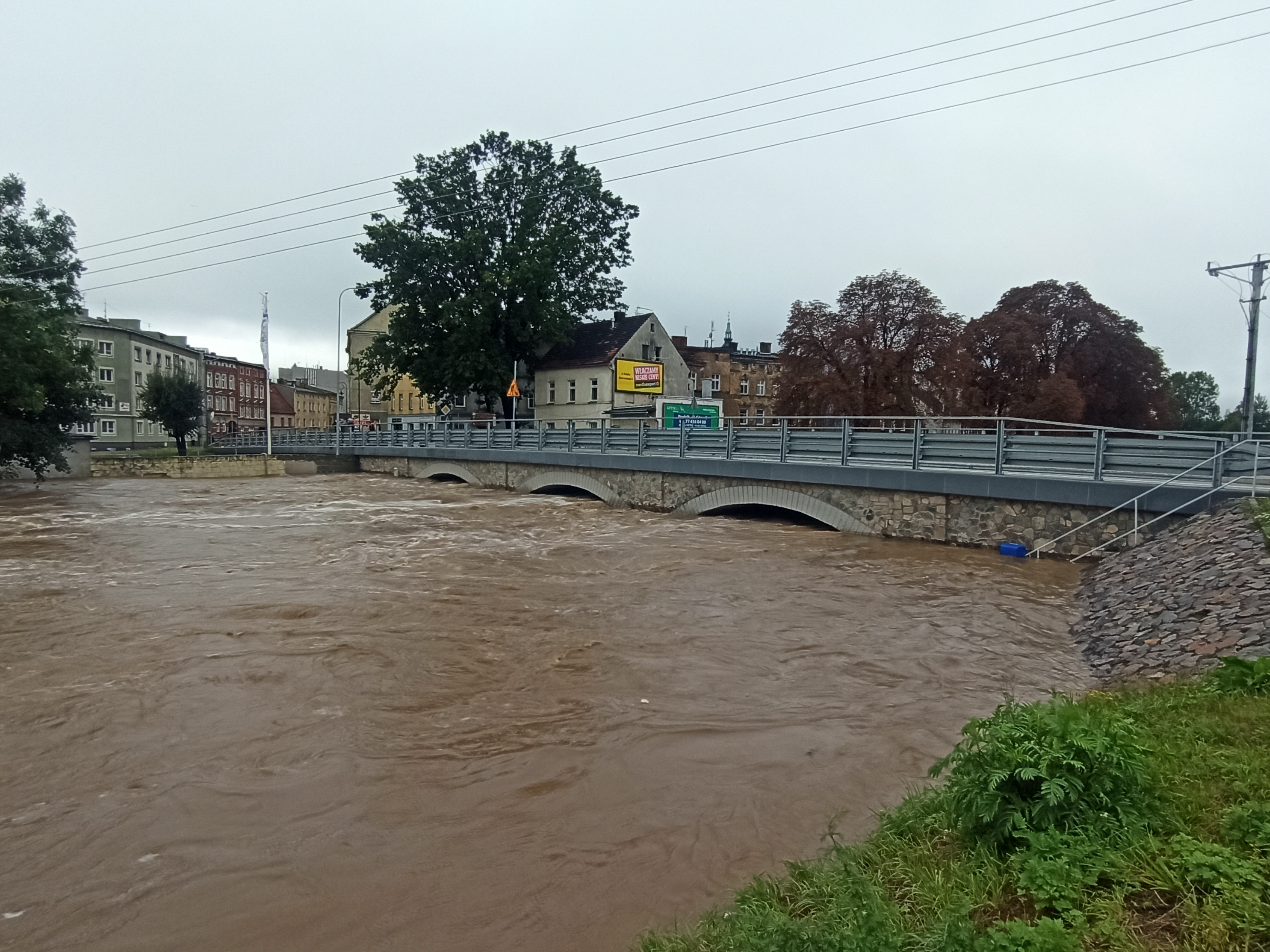
Most w czasie powodzi w 2024

Okolice mostu zostały zalane podczas powodzi we wrześniu 2024.

## Architektura
Most wykonany z betonu zbrojonego. Jego ściany obłożono kamieniem. Posiada 42 m długości. Szerokość jezdni wynosi 8 m. Chodniki po obu stronach mostu mają po 2 m szerokości.

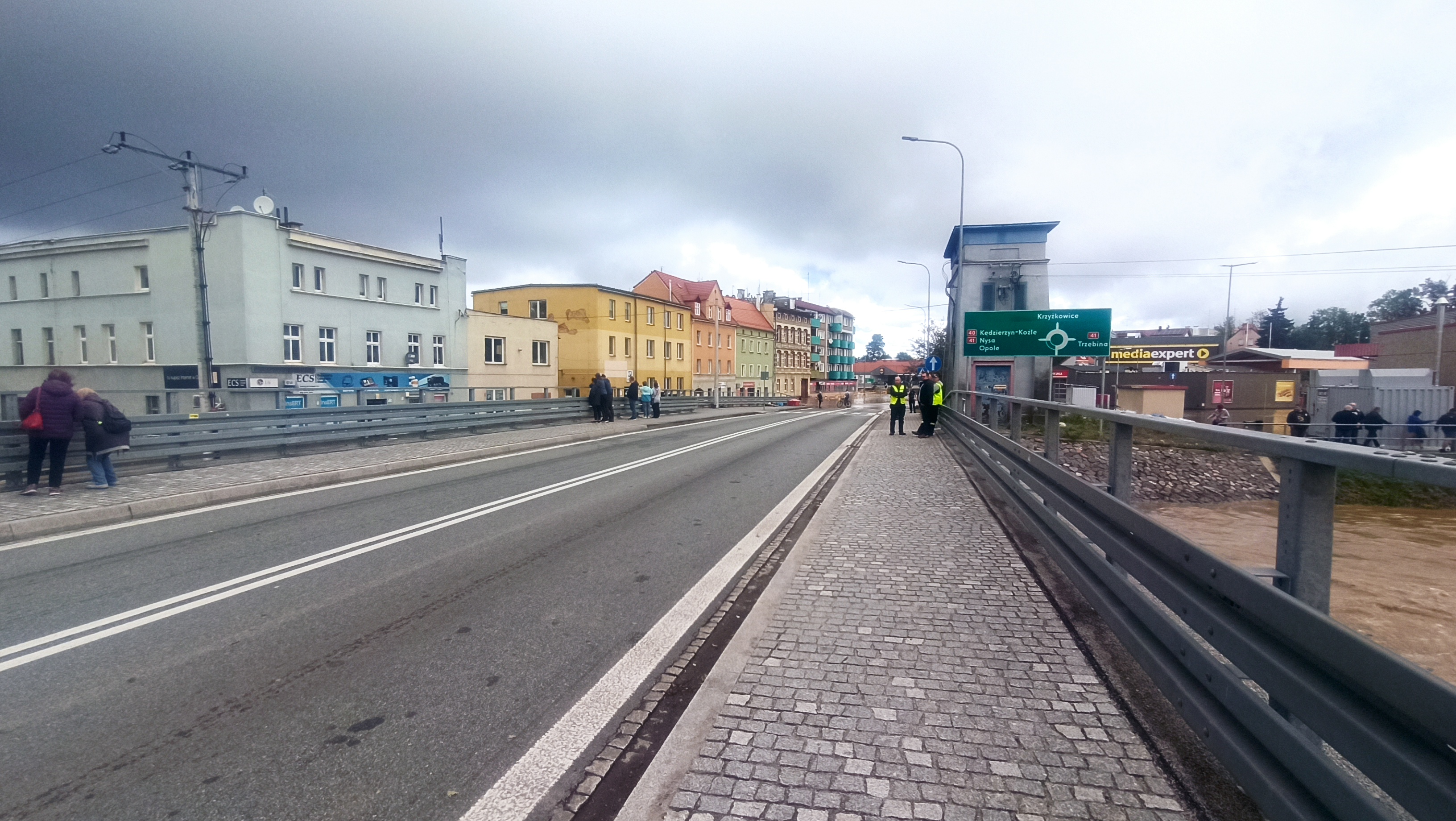
Jezdnia i chodniki